# De dans van Zorba
De dans van Zorba, Zorba’s dance, La danse de Zorba zijn drie titels voor eenzelfde melodie geschreven door Mikis Theodorakis. Er volgden tal van covers van André Rieu tot Connie Francis en van De Strangers tot Herb Alpert and the Tijuana Brass. Het lied werd uitgeroepen tot Hit van het jaar 1965.

## Mikis Theodorakis
Theodorakis schreef de muziek als sirtaki als onderdeel van de filmmuziek voor de film Zorba de Griek (Αλέξης Ζορμπάς, Alixis Zorbas, Zorba the Greek, Zorba le Grec) van de Cypriotische Brit Michael Cacoyannis. De filmmuziek werd in eerste instantie uitgevoerd door de componist zelf met zijn eigen orkest. De muziek voor deze melodie zou deels afkomstig zijn uit Armenohorianos Syrtos van Giorgis Koutsourelis, hetgeen bij hem kwaad bloed zette. Koutsourelis werd echter nooit als medeschrijver genoteerd/erkend.
Zorba de Griek werd de Nederlandse single van Mikis Theodorakis. Aan de hand van de gegevens op het label van de single, is het plaatje afkomstig uit Frankrijk en voorzien van een Nederlandstalige platenhoes. Zowel de Franse als Nederlandse uitgave vermeldden catalogusnummer 630003.

## Duo Acropolis
Ongeveer gelijktijdig kwam op de Nederlandse markt een versie van het gelegenheidsduo Duo Acropolis, waarvan verder niets bekend is. Zij kwamen nooit verder dan hun arrangement van Theodorakis’ hit. In Nederland verscheen een 7”-single; in Frankrijk een ep met vier tracks.

## Trio Hellenique
Van geheel andere orde was de uitvoering van Trio Hellenique. Zij kwamen met een single die gewijd was aan de dans sirtaki. Op de B-kant stond Ta dákria mou einai kauta (Τα δάκρυά μου είναι καυτά) van Stavros Xarhakos uit een gelijknamige Griekse film. Het Griekse trio Polis & Les Helleniques maakte in 1973 een versie van het nummer maar is geen single geweest. Het nummer verscheen op de LP Hits From The Acropolis. Het trio werd in 1971 opgericht door Polis, die het Trio Hellenique een jaar eerder had verlaten om een solocarrière te starten. Na 1 single (die een hit werd) begon hij dit trio. De groep heeft tot 1978 bestaan.

## Dalida
Een van de opmerkelijkste covers is van Dalida. Zij zong een versie die voorzien was van tekst door Françoise Dorin met als begeleiding het orkest van Raymond Lefèvre. Het nummer heette hier La danza di Zorba (hervertaald door Giogio Calabrese) genoemd en maakte deel uit van een EP La danse de Zorba, waarop geen andere muziek uit die film te vinden was.

## Hitnotering
De verkoopresultaten van Theodorakis, Duo Acropolis en Trio Hellenique werden in de Top 40 (toen) nog bij elkaar opgeteld. Het nummer werd daardoor voor lange tijd de beste genoteerde single in deze hitlijst (aantal punten, plaats 40 is 1 punt, plaats 1 is 40 punten). Die telwijze laat dus niet zien of de titel de meest verkochte plaat is. Pas 46 jaar later zou Somebody that I used to know een hoger aantal punten halen in die hitlijst.
In de Tijd voor Teenagers Top 10, uitgezonden op Hilversum 3 bij de VARA werden de 3 verschillende singles niet bij elkaar opgeteld. In die hitparade werden alleen de versies van Trio Hellenique en Duo Acropolis een hit. Bij elkaar stonden ze 10 weken genoteerd. Deze versies overlapten elkaar niet in de lijst. Door de aparte notering van de nummers was de impact van het nummer in de Tijd voor Teenagers Top 10 veel minder groot dan in de Top 40. Daarbij komt dat Tijd voor Teenagers 10 noteringen had, tegenover 40 bij de Top 40.

### Veronica Top 40
| Hitnotering week 1 t/m 37: 12-06-1965 t/m 19-02-1966 Hitnotering week 38 t/m 40: 17-08-1974 t/m 31-08-1974 | Hitnotering week 1 t/m 37: 12-06-1965 t/m 19-02-1966 Hitnotering week 38 t/m 40: 17-08-1974 t/m 31-08-1974 | Hitnotering week 1 t/m 37: 12-06-1965 t/m 19-02-1966 Hitnotering week 38 t/m 40: 17-08-1974 t/m 31-08-1974 | Hitnotering week 1 t/m 37: 12-06-1965 t/m 19-02-1966 Hitnotering week 38 t/m 40: 17-08-1974 t/m 31-08-1974 | Hitnotering week 1 t/m 37: 12-06-1965 t/m 19-02-1966 Hitnotering week 38 t/m 40: 17-08-1974 t/m 31-08-1974 | Hitnotering week 1 t/m 37: 12-06-1965 t/m 19-02-1966 Hitnotering week 38 t/m 40: 17-08-1974 t/m 31-08-1974 | Hitnotering week 1 t/m 37: 12-06-1965 t/m 19-02-1966 Hitnotering week 38 t/m 40: 17-08-1974 t/m 31-08-1974 | Hitnotering week 1 t/m 37: 12-06-1965 t/m 19-02-1966 Hitnotering week 38 t/m 40: 17-08-1974 t/m 31-08-1974 | Hitnotering week 1 t/m 37: 12-06-1965 t/m 19-02-1966 Hitnotering week 38 t/m 40: 17-08-1974 t/m 31-08-1974 | Hitnotering week 1 t/m 37: 12-06-1965 t/m 19-02-1966 Hitnotering week 38 t/m 40: 17-08-1974 t/m 31-08-1974 | Hitnotering week 1 t/m 37: 12-06-1965 t/m 19-02-1966 Hitnotering week 38 t/m 40: 17-08-1974 t/m 31-08-1974 | Hitnotering week 1 t/m 37: 12-06-1965 t/m 19-02-1966 Hitnotering week 38 t/m 40: 17-08-1974 t/m 31-08-1974 | Hitnotering week 1 t/m 37: 12-06-1965 t/m 19-02-1966 Hitnotering week 38 t/m 40: 17-08-1974 t/m 31-08-1974 | Hitnotering week 1 t/m 37: 12-06-1965 t/m 19-02-1966 Hitnotering week 38 t/m 40: 17-08-1974 t/m 31-08-1974 | Hitnotering week 1 t/m 37: 12-06-1965 t/m 19-02-1966 Hitnotering week 38 t/m 40: 17-08-1974 t/m 31-08-1974 | Hitnotering week 1 t/m 37: 12-06-1965 t/m 19-02-1966 Hitnotering week 38 t/m 40: 17-08-1974 t/m 31-08-1974 | Hitnotering week 1 t/m 37: 12-06-1965 t/m 19-02-1966 Hitnotering week 38 t/m 40: 17-08-1974 t/m 31-08-1974 | Hitnotering week 1 t/m 37: 12-06-1965 t/m 19-02-1966 Hitnotering week 38 t/m 40: 17-08-1974 t/m 31-08-1974 | Hitnotering week 1 t/m 37: 12-06-1965 t/m 19-02-1966 Hitnotering week 38 t/m 40: 17-08-1974 t/m 31-08-1974 | Hitnotering week 1 t/m 37: 12-06-1965 t/m 19-02-1966 Hitnotering week 38 t/m 40: 17-08-1974 t/m 31-08-1974 | Hitnotering week 1 t/m 37: 12-06-1965 t/m 19-02-1966 Hitnotering week 38 t/m 40: 17-08-1974 t/m 31-08-1974 | Hitnotering week 1 t/m 37: 12-06-1965 t/m 19-02-1966 Hitnotering week 38 t/m 40: 17-08-1974 t/m 31-08-1974 |
| Week: | 1 | 2 | 3 | 4 | 5 | 6 | 7 | 8 | 9 | 10 | 11 | 12 | 13 | 14 | 15 | 16 | 17 | 18 | 19 | 20 | 21 |
| --- | --- | --- | --- | --- | --- | --- | --- | --- | --- | --- | --- | --- | --- | --- | --- | --- | --- | --- | --- | --- | --- |
| Positie:                                                                                                   | 35 | 16 | 6 | 5 | 5 | 5 | 5 | 5 | 5 | 6 | 6 | 7 | 9 | 10 | 8 | 8 | 7 | 8 | 8 | 9 | 7 |
| Week: | 22 | 23 | 24 | 25 | 26 | 27 | 28 | 29 | 30 | 31 | 32 | 33 | 34 | 35 | 36 | 37 | | 38 | 39 | 40 | |
| Positie:                                                                                                   | 8 | 5 | 6 | 6 | 6 | 6 | 9 | 12 | 11 | 11 | 14 | 15 | 18 | 18 | 23 | 35 | uit | 28 | 28 | 36 | uit |

In 1974 kwam het plaatje nog voor drie weken terug, het was toen ook alarmschijf.

### Tijd voor Teenagers Top 10(versie Trio Hellenique)
| binnen op 20-11-1965 | binnen op 20-11-1965 | binnen op 20-11-1965 | binnen op 20-11-1965 | binnen op 20-11-1965 |
| Week:                | 1                    | 2                    | 3                    |                      |
| -------------------- | -------------------- | -------------------- | -------------------- | -------------------- |
| Positie:             | 6                    | 6                    | 10                   | uit                  |

### Tijd voor Teenagers Top 10(versie Duo Acropolis)
| binnen op 3-7-1965 | binnen op 3-7-1965 | binnen op 3-7-1965 | binnen op 3-7-1965 | binnen op 3-7-1965 | binnen op 3-7-1965 | binnen op 3-7-1965 | binnen op 3-7-1965 | binnen op 3-7-1965 | binnen op 3-7-1965 |
| Week:              | 1                  |                    | 2                  | 3                  | 4                  | 5                  | 6                  | 7                  |                    |
| ------------------ | ------------------ | ------------------ | ------------------ | ------------------ | ------------------ | ------------------ | ------------------ | ------------------ | ------------------ |
| Positie:           | 8                  | uit                | 7                  | 6                  | 5                  | 6                  | 7                  | 7                  | uit                |

### NPO Radio 2 Top 2000
| Nummer met noteringen in de NPO Radio 2 Top 2000 | '99  | '00  | '01  | '02  | '03-'04 | '05  |
| ------------------------------------------------ | ---- | ---- | ---- | ---- | ------- | ---- |
| De dans van Zorba                                | 1097 | 1371 | 1835 | 1944 | -       | 1923 |

1. ↑  Een '-' betekent dat het nummer niet was genoteerd en een vetgedrukt getal geeft de hoogste notering aan.
2. ↑  Deze tabel is bijgewerkt tot en met de laatste editie (2024).